# Christian Ludwig Charisius
Christian Ludwig Charisius (* 21. Februar 1692 in Königsberg; † 24. Januar 1741 ebenda) war ein deutscher Mediziner.

## Leben
Charisius war der Sohn des Professors Karl Heinrich Charisius und dessen Frau Maria (geb. Oeder). Er hatte seine erste Ausbildung an seinem Geburtsort erhalten. 1701 immatrikulierte man ihn an der Universität Königsberg, wo er 1707 sich abermals immatrikulierte und ein Studium der Medizin begann. Nachdem er sich auch mit rechtswissenschaftlichen Studien beschäftigt hatte promovierte er am 3. Dezember 1715 zum Doktor der Medizin. 1717 wurde er außerordentlicher Professor an der medizinischen Fakultät in Königsberg, 1720 stieg er in die vierte ordentliche Professur auf und 1728 ernannte man ihn zum zweiten ordentlichen Professor. Er war am 10. März 1728 Mitglied der Berliner Societät der Wissenschaften und wurde 1738 zum Königlichen Hofrat und Leibarzt ernannt. Zudem beteiligte er sich auch an den organisatorischen Aufgaben der Königsberger Hochschule und war in den Wintersemestern 1729/30, 1733/34, 1737/38 Rektor der Alma Mater.
1728 wurde er als auswärtiges Mitglied in die damalige Königlich Preußische Sozietät der Wissenschaften gewählt.

## Werke
- Disputatio inauguralis medica, de vertigine. Königsberg 1715.
- Dissertatio physico-medica, de aqua, ejusque usu in medicina. Königsberg 1716.
- Dissertatio medica solennis, de bulimo, Von der Schling=Sucht oder Freß=Kranckheit. Königsberg 1720.
- Specimen ex medicina academicum, de morte submersorum in aquis. Königsberg 1735.
- Disputatio chirurgico-medica, de meliceria Celsi, vom Glied-Wasser. Königsberg 1717.
- Dissertatio medica, de tractu ventorum morboso, vulgo Vom Zug=Winde. Königsberg 1737.
- Dissertatio medica, de medicatione sub Sirio instituenda occasione proverbii: In denen Hunds=Tagen ist nicht gut zu mediciniren. Königsberg 1726.